# 秦彦晖
秦彦晖（9世纪—910年代），五代十国时期楚国武将。

## 家世背景
秦彦晖是上蔡人。父秦辙，本郡牙校。族兄秦宗权，唐朝末年军阀奉国军节度使。
秦彦晖年轻时强健勇敢有智略。

## 楚国建立前
唐朝末年，秦宗权反叛朝廷，派弟弟秦宗衡、决胜指挥使孙儒等夺取淮南。秦宗权即将败亡，宗族担心遭祸，秦彦晖请求跟随族兄秦宗衡。孙儒杀秦宗衡，夺取军权。行军司马张佶、龙骧指挥使刘建锋、秦彦晖、马殷等随孙儒在淮南作战，秦彦晖随孙儒攻宁国军节度使杨行密军部宣州。后孙儒被杨行密败亡，刘建锋率其余部夺取武安军，称节度使，秦彦晖跟随他，为捉生指挥使。后刘建锋被杀，马殷继任，秦彦晖效力马殷为亲校。
光化元年（898年）五月，李琼和秦彦晖被任为岭北七州游奕使，率副将张图英、李唐等攻取连、邵、郴、衡、道、永六州。
三年（900年）十月，静江节度使刘士政派副使陈可璠屯全义岭防备马殷，马殷遣秦彦晖、李琼等率兵七千攻刘士政。武安军到全义，刘士政又遣指挥使王建武屯秦城。陈可璠掠夺县民耕牛犒军，县民生怨，请为武安军向导，说：“这里西南有小径，距秦城才五十里，仅通单骑。”秦彦晖遣李琼派六十骑、三百步兵袭秦城，夜晚越墙而入，擒王建武，天亮复回，用绳子绑着王建武到陈可璠寨下示之，陈可璠还不信。武安军斩王建武首级投进陈可璠寨中，静江军震恐，李琼趁机歼灭陈可璠军，引兵直扑静江军军部桂州，从秦城以南二十余寨都望风奔溃，李琼于是围桂州，刘士政出降，桂、宜、岩、柳、象五州皆降于武安军。秦彦晖同为大将，统诸军，俘斩功多，被马殷奏迁检校太保。改在城都指挥使。
后宣武军节度使朱全忠控制朝廷，以朝廷名义下诏要马殷等出兵救被杨行密攻打的武昌军节度使杜洪。马殷派秦彦晖和岳州刺史许德勋率水师东下救杜洪，不及，杜洪败死。

## 效力楚国
马殷被封为楚王，故政权称楚国。唐朝被后梁取代后，开平元年（907年）五月，弘农（杨行密奠基的政权）以鄂岳观察使刘存为西南面都招讨使，岳州刺史陈知新为岳州团练使，镇南军节度使刘威为应援使，别将许玄应为监军，率水军三万伐楚，马殷命秦彦晖率水军三万顺江东下。秦彦晖在上流埋伏了大船，派水军副指挥使黄璠率战舰三百屯浏阳口。六月，刘存等遇大雨，引兵回到越堤北，秦彦晖追之。秦彦晖与刘存战于越堤，刘存等屡不胜，写信给马殷求和诈降，马殷想答应，秦彦晖说：“淮人多诈，是要让我军懈怠，不可信。”急攻之，与其隔水列阵，刘存在远处呼道：“我已经投降了，公却不许，古人说‘杀降不祥’，公难道不为子孙打算吗？”秦彦晖怒道：“若是贼入吾境到我城下了我还不攻击，还顾什么子孙？”鼓噪麾兵大进，刘存等逃跑，黄璠从浏阳引兵切断江上道路，与秦彦晖合击，大破弘农军，擒刘存及陈知新，秦彦晖亲自杀弘农裨将百余人，弘农军数万士兵阵亡，武安军得其战舰八百艘。刘威乘轻舟率余众逃回，秦彦晖于是攻占岳州。以功被奏加检校太傅。
十月，秦彦晖会合荆南军将倪可福攻依附弘农的武贞军节度使雷彦恭军部朗州，雷彦恭引沅江环绕州城以自守。二年（908年），秦彦晖顿兵一月有余不与其交战，雷彦恭防御稍松懈。五月，秦彦晖派禆将曹德昌率壮士趁夜从水洞入城，内外举火彼此响应，秦彦晖鸣金鼓大噪破城门而入，杀雷彦恭部将区景思，雷彦恭奔淮南军部广陵，秦彦晖于是擒雷彦恭弟雷彦雄等七人而回。于是原来与雷彦恭勾结的澧州向瓌、辰州宋邺、溆州昌师益等都率溪洞诸蛮来附。不数年，湖南平定，秦彦晖功最大。迁道州刺史。
乾化年间，秦彦晖接受代任，回楚国都城潭州，卒。

## 评价
- 《十国春秋》论曰：楚介在蛮方，北临吴会，南偪岭表，中间江陵，征讨捍御，故非诸臣莫为功。许（德勋）、李（琼）、秦、王（环），皆桓桓虎臣，允矣干城之选也。[2]